# ماسویمی مکس
ماسویمی مکس (انگلیسی: Masuimi Max؛ زاده ۱۲ مارس ۱۹۷۸) یک مانکن اهل ایالات متحده آمریکا میباشد.